# Iran Standard Tid
Iran Standard Tid (IRST) eller Iran Tid (IT) er tidszonen som anvendes i Iran.
- IRST er fastlagt til UTC+3:30, hvilket betyder at IRST er tre og en halv time foran GMT (Greenwich Mean Time).
- IRDT betegner iransk sommertid (fra engelsk: IRan Daylight saving Time), og er fastlagt til UTC+4:30. Iran benyttede ikke sommertid i perioden 2005-2008.[1][2] Den 21. september 2022 holdt Iran op med at anvende IRDT/DST.[3][4]

IRST er fastsat ved 52,5° øst meridianen, samme meridian som fastsætter den iranske kalender og er den officielle meridian for Iran.